# Elvira Siurana
Elvira Siurana Zaragoza (Lérida, 21 de junio de 1952) es una feminista, editora y escritora española.

## Inicios
Vive en Lérida con su familia hasta los 10 años en que la trasladan a Barcelona para cursar estudios. Bachillerato en el colegio del Sagrado Corazón y Administración de empresas en el CICF.
A inicios de los 70 alterna diversos trabajos con viajes por Europa. Ideológicamente se identifica con los postulados del movimiento Beat y bajo los postulados de la filosofía hippie y se une a una comuna en Londres. 
En el año 75 regresa a Lérida donde se involucra activamente en los movimientos sociales de la ciudad, feminismo, (participa en la creación del "Grup independent de lluita per la dona" GILD); ecologismo (participa en las actividades del "Grup ecologista de Lleida", CELL); y catalanismo, fundamentalmente en el "Congrés de cultura catalana". Así como en las primeras manifestaciones y elecciones de la transición democrática.
En 1976, estando en París como estudiante en L'Alliance Française, profundiza en el estudio de la teoría feminista a través del colectivo "des Femmes" creado por Antoinette Fouque. En mayo se desplaza a Bruselas para asistir al "Tribunal Internacional de Crímenes Contra las Mujeres". Allí contacta con las representantes de los Colectivos Feministas de Barcelona y Madrid, creados por Lidia Falcón, quien ejercerá una gran influencia en su pensamiento y trayectoria futura.

## Trayectoria
En 1977 comenzó su militancia en el feminismo autónomo, uniéndose a la Organización Feminista Revolucionaria (OFR), encuadrada dentro del Feminismo radical. En 1979 se implicó en la creación del Partido Feminista de Catalunya, del que ha sido dirigente hasta 2010.
A comienzos de los 80 se incorporó a la editorial Vindicación Feminista Publicaciones, la primera editorial feminista en España. Junto con Lidia Falcón cofundó los Clubs Vindicación Feminista de Barcelona y Madrid, y la Federación de Clubs Vindicación feminista. Y desde 1979 a 2009 ocupó el cargo de editora y coordinadora de la revista feminista Poder y Libertad. 
Participó como delegada del Partido Feminista en la creación de un Front de dones para las primeras elecciones democráticas al Parlament de Catalunya en 1980. El Partido Feminista propuso crear una coalición política feminista junto con l'Associació Catalana de la Dona, pero la Junta Electoral no permitió presentar la candidatura feminista. Finalmente, el Partido Feminista dio soporte al Bloc d'Esquerra d'Alliberament Nacional (BEAN), y Elvira Siurana participó activamente en la campaña electoral, difundiendo el programa del Front de Dones. 
En 1999 concurrió a las elecciones al Parlamento Europeo dentro de la Confederación de organizaciones feministas COFEM-FEMEK, que previamente había ayudado a crear.
Organizó numerosos eventos y congresos, tanto nacionales como internacionales. Ha sido ponente en múltiples congresos feministas.
Participó activamente en los congresos de Naciones Unidas conmemorativos del año internacional de la mujer celebrados en: Copenhague (1980), Nairobi (1985) y en Beijing (1995). 
Trabajó como periodista en el Diario de Barcelona y en la revista Actual. Sus artículos han sido publicados en periódicos y revistas feministas, nacionales e internacionales como Lanbroa, Poder y Libertad, Papers de Dona, Rain and Tunder, Opinión Hispana, y The Spanish Herald entre otros. 
En 1992 publicó, junto a Lidia Falcón el libro Catálogo de escritoras feministas actuales en lengua castellana.
De 2000 a 2010 ha militado en el Front d'Alliberament Gai de Catalunya y en la organización Colectivo de Lesbianas, Gays, Transexuales y bisexuales de Madrid (COGAM). En esta última ha centrado su lucha en la obtención de la legalización del matrimonio homosexual en España, derecho que ejerció en el año 2008.
En 2017 se volvió a instalar en Lérida, y en el 2019 se presentó a las elecciones municipales como número 4 en las listas de la Crida per Lleida-Cup.